# Alexei Roibu
Alexei Roibu (né le 17 novembre 1954) est un avocat moldave et responsable de la sécurité avec le grade de général de brigade, qui est ministre de l'Intérieur de la Moldavie de janvier 2011 à juillet 2012.

## Jeunesse et éducation
Alexei Roibu est né à Sadaclia, dans le district de Cimișlia, le 17 novembre 1954. Il est titulaire d'un baccalauréat, qu'il obtient à l'Université agraire d'État de Moldavie en 1976. De 1984 à 1985, il a participé au comité de sécurité de l'État à Minsk. Il est diplômé de l'Université internationale de Moldavie en 1998.

## Carrière
Alexei Roibu commence sa carrière dans le district de Cimislia, où il sert de 1976 à 1984. Puis il travaille dans le secteur du renseignement et de la sécurité de 1984 à 2002. Le 29 mars 2002, il devient premier directeur du centre de lutte contre la délinquance économique et la corruption et son mandat dure deux ans,. De 2004 à 2009, il travaille en tant qu'avocat. En décembre 2009, il est nommé directeur général du service des gardes-frontières et y sert jusqu'en janvier 2011,. Il est général de brigade lorsqu'il prend ses fonctions. Le 14 janvier 2011, Roibu est nommé ministre de l'Intérieur au cabinet dirigé par le Premier ministre Vlad Filat,. Alexei Roibu était membre du Parti libéral-démocrate de Moldavie au sein du cabinet. Son mandat prend fin le 24 juillet 2012 lorsqu'il est démis de ses fonctions. Il est remplacé par Dorin Recean au poste.